# 台灣之星

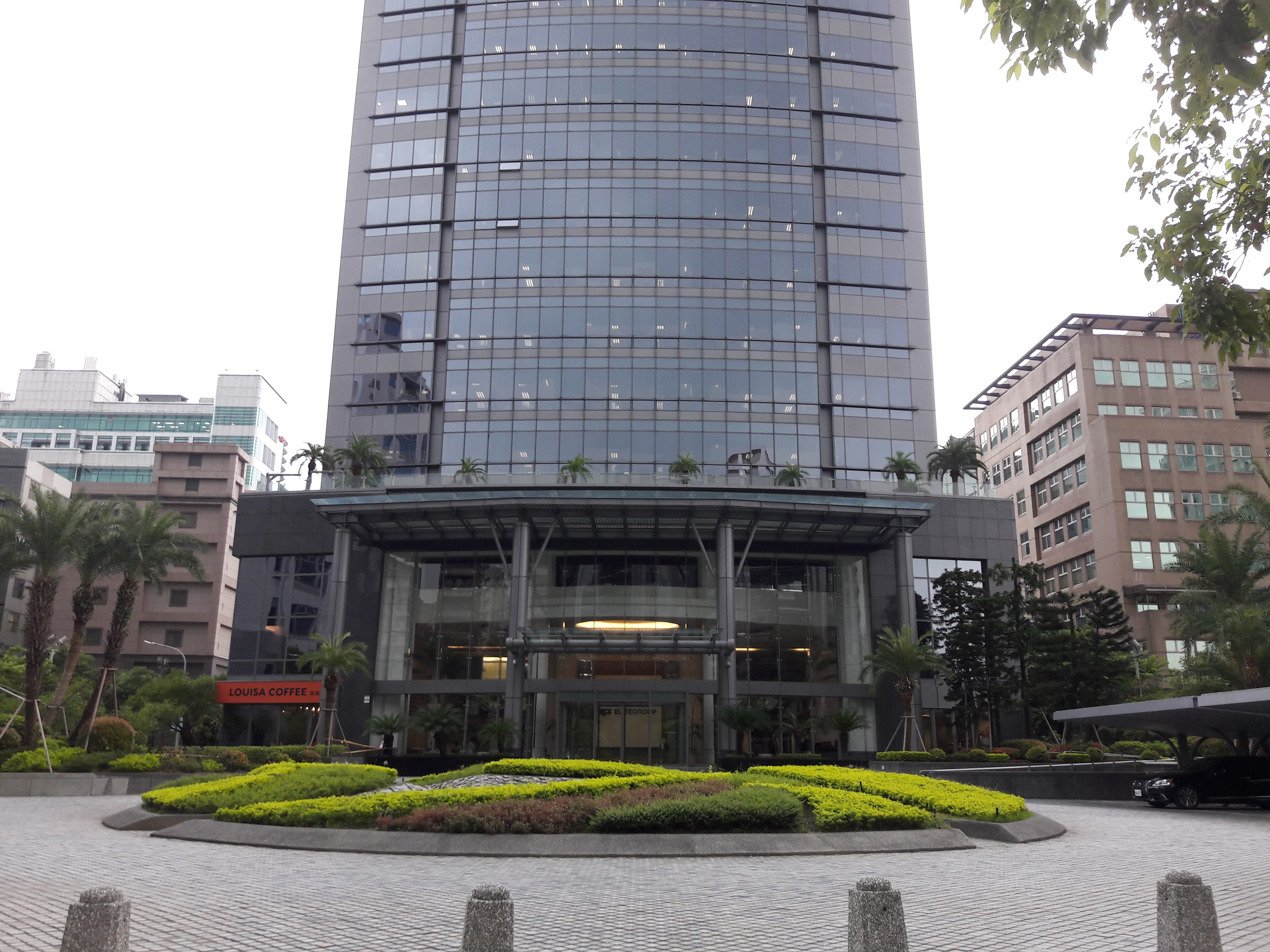
台湾之星电信总部位于精英電腦總部大樓6樓

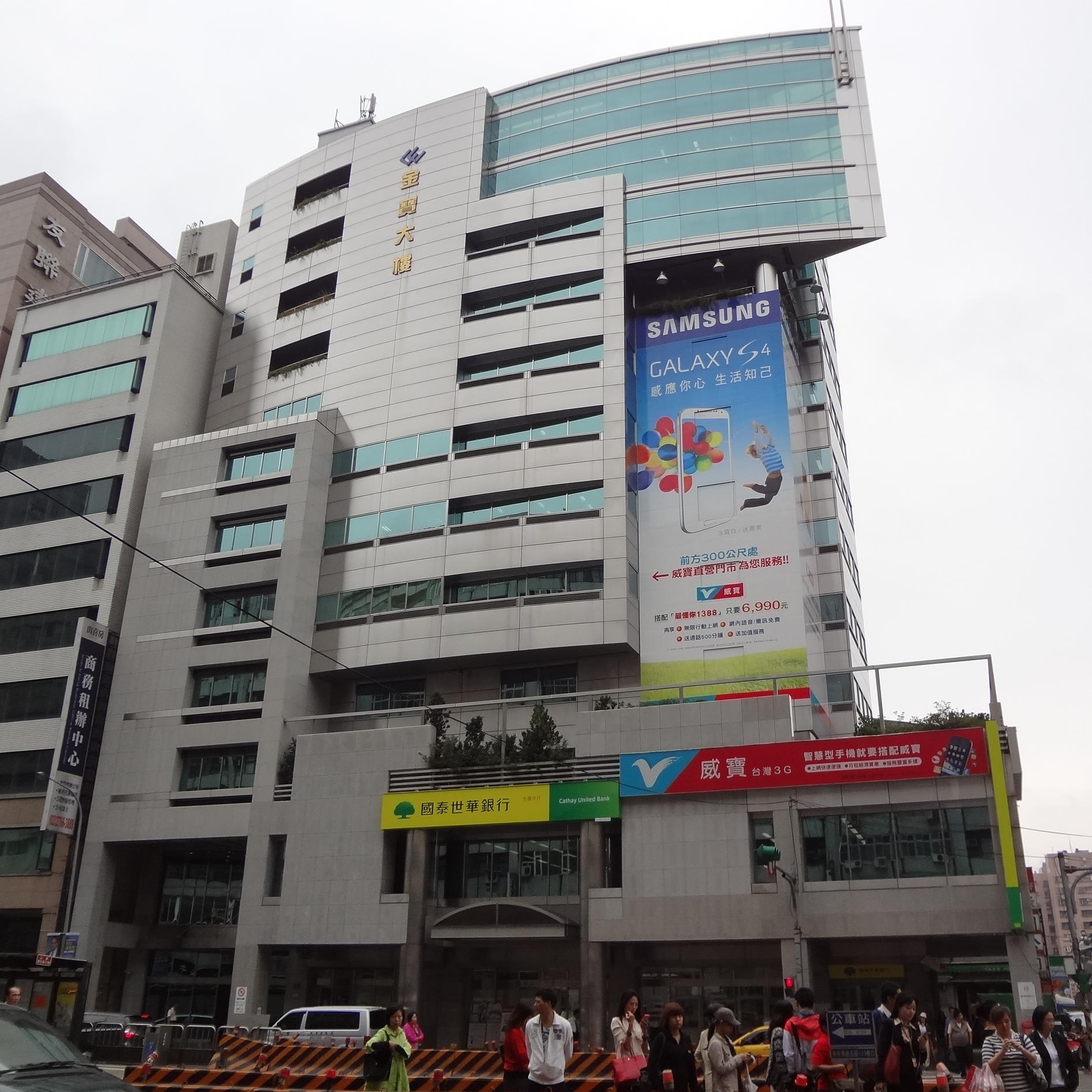
威寶電信總部曾設於臺北市松山區南京東路五段金寶大樓10樓

台灣之星電信股份有限公司（英語：Taiwan Star Telecom Corporation Limited，縮寫：T STAR），簡稱台灣之星，曾是中華民國（台灣）的電信業者。其前身是2000年4月成立的聯邦電信股份有限公司，於2013年更名台灣之星電信股份有限公司，2014年併購威寶電信，2014年8月25日正式開台。
2021年12月30日，台灣大哥大宣布將合併台灣之星，於2023年2月24日正式定案。2023年12月1日，台灣大哥大正式合併台灣之星。

## 歷史沿革

### 聯邦電信（1999年－2003年9月）
1999年7月，聯邦電信股份有限公司籌備處成立。2000年4月，聯邦電信股份有限公司以資本額新台幣3億元整設立完成；5月，中華民國財政部證券暨期貨管理委員會核准聯邦電信股票公開發行；5月30日，聯邦電信在臺灣證券交易所股票上市，股票代號為3157。
2002年2月，聯邦電信第三代行動通信業務競標得標。10月，聯邦電信董監事改選，選任金寶電子代表人許勝雄擔任董事長。

### 威寶電信（2003年9月－2014年）
2003年9月，聯邦電信改名案獲經濟部核准通過，並正式更名為威寶電信股份有限公司。
2005年9月，威寶電信向金融機構辦理金額高達新台幣90.6億元的聯貸案，由中國國際商業銀行、中國信託商業銀行、日盛國際商業銀行、大眾商業銀行、中華開發工業銀行、合作金庫銀行等六家銀行聯合主辦，共23家銀行參與聯貸。
2005年9月6日，威寶電信與東訊合資成立「威寶電通股份有限公司」，負責經營手機通路。12月，威寶電信正式啟用第三代行動通信商用服務。
2006年4月，威寶電信突破10萬用戶數，與震旦電信策略聯盟經營虛擬行動電話服務（MVNO）業務。12月，「威寶威通卡」上市。
2007年3月，「威寶電信儲值卡」上市。5月，威寶電信再與東訊合資成立威邁思電信，力推WiMAX通訊服務。6月，推出台灣首張3G預付卡「威寶旺卡（VIBO one card）」上市。9月4日，「威通卡及其附屬天線組」手機非接觸感應式（NFC）服務啟用；同一天與聯邦商業銀行合作的「威通聯邦信用卡」上市。11月28日，威寶電信與悠遊卡公司合作推出該公司首張手機悠遊卡「威通悠遊卡」並上市。12月，威寶電信完成4,000多座WCDMA基地台優化。
2009年4月，威寶電信突破100萬用戶數。9月，「MyCard影音名片」上市。11月，威寶電信完成全台首座試驗網整合WCDMA、TD-SCDMA系統資源。12月，威寶電信突破150萬用戶數。
2010年3月，威寶電信推動品質提升年，用戶數目標二百萬，營收突破新台幣120億元。4月，威寶電信舉辦「行動台北科技走廊」成果發表會，完成首創雙品牌系統3.5G與WiMAX實驗網路共站認證。12月，威寶電信自有品牌平板電腦「Vibo Vpad」上市。
2011年6月，威寶電信2010年稅後淨損大幅改善，股東常會改選董監事，總經理周鐘麒當選董事；同時威寶電信更新企業識別，英文商標「VIBO」第一個字母「V」作為公司識別代表字，象徵「Victory（勝利）」，而「V」 的造型如同一隻展翅向上翱翔的雄鷹，象徵威寶將展翅高飛、重新出發。7月，威寶電信獨家在台販售雙卡雙待Android智慧型手機。8月，威寶電信與中國信託商業銀行等銀行團簽訂五年期新台幣50億元聯貸。11月，威寶電信通過減資新台幣128.04億元。
2012年6月，威寶電信與LINE攜手合作，另完成全網過半基地台為HSPA+（21Mbps）3.75G服務建置（六大都會地區全面提供HSDPA高速上網服務）；同月根據消基會委託台大電機研究所蒐集10萬筆行動上網連線測速資料（2011年8月15日至2012年5月28日）調查結果顯示，威寶電信的行動數據服務品質和國內三大電信公司並駕齊驅，有些地方之網路品質甚至優於三大電信公司。9月4日，威寶電通解散。
2013年6月，威寶電信更新店格，另榮獲《工商時報》「2013年臺灣服務業大評鑑」連鎖電信通路類銀牌獎。11月8日，金寶電子與仁寶電腦宣布將出售手中威寶電信股份予台灣之星，並計畫於2014年4月底以股權轉換方式轉換為持有8%台灣之星股權；股份轉換後，金寶電子與仁寶電腦各約持有台灣之星4%股權，不再持有威寶電信股權。
2014年1月23日，威寶電信召開董事會，總經理周鐘麒請辭獲准，副董事長嚴偉誠兼任總經理。3月3日，台灣之星董事長魏應交以公開信宣布，前台灣大哥大總經理賴弦五接任台灣之星總經理。4月25日，威寶電信與台灣之星召開股東臨時會，通過雙方股份轉換案，威寶電信於股份轉換完成後成為台灣之星100%持股子公司。6月3日，威寶電信董事會通過董事長改選，許勝雄卸任威寶電信董事長，魏應交接任威寶電信董事長；威寶電信董事會同時決議通過變更總部營業地址，總部營業地址從臺北市內湖區瑞光路358巷36號5樓改為臺北市內湖區堤頂大道二段239號6樓。6月4日，威寶電信正式成為台灣之星100%持股子公司8月15日，威寶電信宣布停售威通卡，但威通卡用戶可繼續使用威通卡。8月18日，威寶電信舉行股東臨時會，通過與台灣之星合併案。9月17日，國家通訊傳播委員會（NCC）通過威寶電信與台灣之星合併案。
按台灣之星電信與威寶電信於2014年9月17日，經中華民國國家通訊傳播委員會（NCC）核准的合併計畫，合併後台灣之星移動電信為消滅公司，威寶電信為存續公司，威寶電信概括承受新併入的台灣之星4G業務；完成合併後，公司更名為台灣之星電信股份有限公司。此合併案的合併基準日一度設為西元2014年9月30日，但之後變更為西元2014年10月31日。西元2014年10月13日，金融監督管理委員會核准，台灣之星於本年10月底與威寶電信合併，威寶電信為存續公司，合併完成後更名為「台灣之星電信股份有限公司」。

### 台灣之星電信 （2013年－2023年12月）
2013年3月8日，台灣之星移動電信股份有限公司成立。10月29日，股票公開發行，代號6440。
2014年6月4日，台灣之星宣布取得900MHz頻段4G特許經營執照。6月21日，台灣之星宣布，已經確定通過蘋果公司iPhone 4G LTE網路認證。
6月24日，台灣之星發表全新企業識別系統，只保留「台灣之星」的中英文字型，去除企業標誌圖案。台灣之星宣稱其設計理念為「將企業縮到最小，客戶放到最大」。8月13日，台灣之星宣布台北101旗艦門市暨全台135家門市開幕，同時開始4G的試營運。
8月18日，台灣之星舉行股東臨時會，決議通過更名為台灣之星電信股份有限公司，魏應交續任董事長，嚴偉誠續任副董事長；與威寶電信合併案，以威寶電信為消滅公司、台灣之星為存續公司，合併基準日暫定為2014年9月30日。
8月21日，台灣之星宣布將於8月25日啟用行動寬頻（4G行動電話）。8月22日，「台灣之星移動電信股份有限公司」獲經濟部核准更名為「台灣之星電信股份有限公司」。9月17日，國家通訊傳播委員會通過威寶電信與台灣之星合併案。9月30日，與威寶電信的合併案之合併基準日變更為2014年10月31日。10月13日，與威寶電信的合併案，經金融監督管理委員會核准在案，將於本年10月31日以威寶電信為存續公司進行合併，合併後更名為「台灣之星電信股份有限公司」。10月15日，正崴退出投資台灣之星，頂新可能出脫股權。11月5日，台灣之星宣布於本月1日與威寶電信合併完成。12月3日，台灣之星宣布3G預付卡「大玩特玩卡」將於12月5日上市，主打「撥打網內、網外、市話不分時段，每分鐘新台幣2元」，同時發表大玩特玩卡兩隻吉祥物「大玩」與「特玩」。
2014年9月，頂新集團爆發了假油風波，魏應充召開記者會向全民道歉，但為了利益而製造的餿水油、飼料油混充食用豬油販賣事件，引起全民嘩然，頂新集團旗下所屬品牌如台灣之星、味全、康師傅等皆被影響。
2015年3月27日，魏應交辭任台灣之星董事長，趙國帥接任董事長。6月3日，台灣之星通過「BS 8477：2014消費者服務實施規範指南」、「皇家神祕客」兩項服務驗證、BSI卓越服務標章證書。6月26日，台灣之星通過「ISO 9001品質管理」、「ISO 10002客訴品質管理」兩項服務驗證、BSI服務四大標準證書。
12月7日，台灣之星參加國家通訊傳播委員會2015行動寬頻業務2500MHz及2600MHz頻段釋照競價作業，自11月17日至12月7日止，歷經15個競價日共142回合競價，於激烈競爭中取得D1最佳無線電頻譜，FDD-LTE配對區塊各20MHz，執照標金合計新臺幣66.15億元，執照期限自核發執照日起至2033年12月31日止。
12月9日，台灣之星率先通過蘋果公司審驗，iPhone 6系列、iPhone 6s系列用戶立即可免費開通4G「VOLTE好聲音」服務，藉由VoLTE網路互撥，可在1秒內接通，並顯著提升音質。
2016年8月4日，台灣之星2016上半年的4G用戶數較2015年提升117%，電信服務營收成長11%，也是市場唯一連續23月攜碼用戶淨流入的業者。
2017年3月28日，台灣之星4G用戶數突破百萬。6月13日，台灣之星用戶數達173萬，超越亞太電信的171萬。11月11日，因終身188網路門市活動，一天獲得陸萬名用戶攜碼遷入或新申辦。

### 與台灣大哥大合併（2023年12月）
2021年12月30日，台灣大哥大总经理林之晨表示，台湾大哥大將合併台灣之星：台灣大哥大將增資發行2.82億股，以台灣之星每股交換台灣大哥大0.04508股方式合併；合併後，台灣之星為消滅公司，台灣大哥大為存續公司。
2023年1月18日，國家通訊傳播委員會核准合併案，並以附加條款限期處理1Ghz以下等超過法律限制的頻譜。
2023年2月24日，因國家通訊傳播委員會的附款，台灣大哥大董事會通過新的換股比例，改以增資發行2.04億股交換台灣之星股票，以每股交換台灣大哥大0.0326股。
2023年10月11日，公平交易委員會通過不禁止其結合。
2023年11月8日，台灣大哥大公告合併案之合併基準日擬訂為2023年12月1日。
2023年11月30日，進行網站系統合併作業，台灣之星官網和應用程式暫停服務。
2023年12月1日，台灣之星電信股份有限公司與台灣大哥大股份有限公司正式合併，台灣之星APP更名為「台灣大哥大TS（原台灣之星暫用版）」，合併生效日起3個月內，未換台灣大哥大SIM卡用戶陸續調整用戶手機上電信業者識別為「台灣大哥大TS」/「TW Mobile (TS)」。

## 服務項目

### 3G行動通信服務

#### 3G門號
台灣之星提供之第三代行動通信服務，門號區段可參考以下列表：
列表中所列出之门号区段，前方开头之数字为固定号码，#及%号可分配、调整之范围请见备注，*号代表其可分配、调整之范围为0至9；除以下列表之门号，亦可在保留其他业者所分配之门号，更换服务业者为台湾之星；或将原列表之门号由台湾之星更换为其它业者，此服务称为号码可携。
| 前4碼 | 後6碼  | 長度   | 备注 |
| ----- | ------ | ------ | --- |
| 0971  | #***** | 10位數 | - #可分配之範圍從2至8。 - #從0至1范围为台湾大哥大持有。 - #從9至9范围未被分配給任何業者持有。                                                             |
| 0973  | ****** | 10位數 | |
| 0984  | #***** | 10位數 | - #可分配之範圍從6至7。 - #從0至1范围为远传电信持有。 - #從2至3范围为中华电信持有。 - #從4至5范围为台湾大哥大持有。 - #從8至9范围未被分配給任何業者持有。 |
| 0986  | ****** | 10位數 | |

#### 3G頻段
- WCDMA、HSDPA、HSUPA、HSPA+
- 2100MHz (Band1)

### 4G LTE行動通信服務
2014年8月25日開始提供服務，特許有效期間至2030年12月31日止。

#### 4G門號
提供之4G服务，门号区段可参考以下列表：
列表中所列出之门号区段，前方开头之数字为固定号码，#及%号可分配、调整之范围请见备注，*号代表其可分配、调整之范围为0至9；
除以下列表之门号，亦可在保留其他业者所分配之门号，更换服务业者为台湾之星；或将原列表之门号由台湾之星更换为其它业者，此服务称为号码可携。
| 前4碼 | 後6碼  | 長度   | 备注 |
| ----- | ------ | ------ | --- |
| 0902  | #***** | 10位數 | - #可分配之範圍從0至4。 |
| 0908  | ****** | 10位數 | |
| 0968  | #***** | 10位數 | - #可分配之範圍從6至9。 - #從0至1范围为远传电信持有。 - #從2至5范围为远传电信持有。 - 該門號區間為原大眾電信持有，終止服務後門號被分給、台湾大哥大、远传电信、中华电信3家業者。 |

#### LTE頻段
- FDD-LTE 900Mhz (Band8) (B1 上行885～895MHz、下行930～940MHz、頻寬10MHz)
- FDD-LTE 2100MHz(Band1) (E4 上行1935MHz～1940MHz、下行2125MHz～2130MHz、頻寬5MHz)
- FDD-LTE 2600Mhz(Band7) (D1 上行2500～2520MHz、下行2620～2640MHz、頻寬20Mhz)

## 新聞及斷網事件
以下新聞事件及斷網事件依照發生順序列出：

### 新聞事件
- 2014年：因母公司頂新集團2014年台灣劣質油品事件的影響，連帶重創台灣之星形象，甚至門市據點遭潑漆[46]。
- 2016年6月16日[47]：在Google網站買競爭對手「台灣大哥大」的關鍵字廣告，誘使消費者點擊廣告連結進入台灣之星的網站，被公平交易委員會處以新台幣60萬元罰鍰[48][49]。

|                                         | 被處分人因違反公平交易法事件，本會處分如下： 主文 一、被處分人於Google網站購買競爭事業名稱「台灣大哥大」之關鍵字廣告，呈現「獨家【台灣大哥大】月租費限時半價」等內容，為足以影響交易秩序之顯失公平行為，違反公平交易法第25條規定。 二、處新臺幣60萬元罰鍰。 |
| ——公平交易委員會處分書 公處字第105064號 | |

- 2017年1月：在網站刊登之廣告載有「賀！台灣之星跨年網速實測三連霸No.1」圖文等廣告，但並未提供可資證明跨年行動上網速率高於其他電信業者之佐證資料，被認定廣告不實，被公平交易委員會處以新台幣60萬元罰鍰[50]。

### 威寶電信時期斷網事件
- 2007年12月25日：高雄縣鳳山市（現高雄市鳳山區）一位戴姓女士因丈夫陳先生呼吸不順欲撥打119，卻發生撥打不通以致於延誤就醫死亡。[51][52]
- 2013年2月25日由於是方電訊位於內湖區的麗源大樓機房火災，以至於台北網際網路交換中心（TPIX）連帶發生10年來最嚴重的全台大斷網，威寶電信也遭受影響，當日用戶上網無法連線至國外之網站。[53]
- 2014年3月26日：大約11:26，因台電於內湖變電箱故障引發斷電，導致威寶全區的數據用戶、苗栗以北、宜蘭、花蓮、馬祖的語音用戶無法正常使用。[54]

### 台灣之星電信時期斷網事件
- 2018年1月25日：約19:00－20:40時，因於低訊務時段，執行網路DNS系統升級作業，廠商設定出現異常，以致於自19:00開始，許多用戶出現壅塞甚至無法連網的現象，但語音服務則不受影響。經緊急重啟DNS後，於當日20:40恢復連網服務，影響時間約1小時40分，影響用戶約3萬名。此次網路異常雖未達法定故障2小時需賠償的標準，但台灣之星宣布針對當時上網受影響的用戶主動提供補償，減免5%月租費[55]。另有用戶指出，影響時間遠超過2小時。
- 2022年5月10日：約13:23時，因受到台電設備故障停電影響，造成全台灣各地（尤其是北部地區）網路中斷及無語音訊號。台電說明，11:46由於開關設備故障，造成台北市內湖區瑞光路358巷一帶共41戶停電，其中包括台灣之星電信股份有限公司。事發後，台電立即派員前往現場搶修，並於15:41恢復全數用戶正常供電。這次斷網引發用戶不滿，台灣之星晚間發出聲明祭出賠償方案，針對受影響的用戶，將依其受影響時間及原服務契約約定減免月租費，至於有多少用戶可求償減免月租，台灣之星表示，因為每個人影響時間不一樣，因此網路端仍需花一點時間處理[56]。

### 2018年雙11活動非議
- 2018年11月9日，於官方臉書直播宣布88元方案20000名，並於直播後發放保證入場序號10000名。官方宣稱為2018雙11活動準備一年之久，但於11日活動當日申辦系統異常，發放10000名晚間六點前保證入場序號，卻有超過6000名以上保證入場客戶未申辦成功。
- 2018年11月11日，上午11時正式開賣「雙11 ▪ 終身$88」20000名額，晚間18：57售完、「雙11 ▪ 高速$188」40,000名額也於晚間23：09全數銷售完畢，但活動中由於大量人潮湧入造成系統無法即時處理並當機，產生頁面跳出及空轉的現象；加上短時間多次重覆點擊導致系統乘載更加劣化，以致開賣後前幾個小時的入場驗證碼、保證入場序號輸入等相關系統處於極度不穩定狀態，造成許多用戶無法順利進入賣場申辦或不斷重試以及許多用戶反應在信用卡資料輸入完畢後卻突然被踢出，而又要重新排隊進入引起不滿與爭議。[57]
- 2018年11月14日，加開封館補償搶購6000門，其中加碼88元方案2000名，188元方案4000名，於晚間8時開賣後迅速額滿，許多民眾向新聞媒體投訴，搶出一肚子怨氣。本次活動僅限當初雙11有搶到序號的人可以「封館」搶購，亦迅速售完。部分民眾批評台灣之星再一次欺騙消費者[58][59]，要求台灣之星應更積極立即回應及解決。有些民眾已向主管機關國家通訊傳播委員會申訴。

### 5G開台再搶市占率
- 2020年6月，只要於台灣之星618年中慶活動，單辦門號或是辦門號搭商品的用戶，可以先享領先業界的5G「真」體驗早鳥方案，無論是新朋友或老客戶，除可享原資費上網+網內雙飽優惠外，一律可以原門號、原月租升級「5G免費體驗」，體驗時間依申辦資費而定，最高體驗12個月。

### 台灣大哥大併購
- 2021年12月30日，台灣大哥大宣布以換股的方式與台灣之星合併，未來用戶數將達到980萬戶，並承諾保障原有用戶權益。[3]交易金額約新台幣282億，前者以每股4.508元併購台灣之星。2023年12月1日正式併入台灣大哥大[60]。